# 久喜市公文書館
久喜市公文書館は（くきしこうぶんしょかん）は、1995年（平成5年）10月に設置された埼玉県久喜市江面地区にある久喜市の公文書館である。

## 概要
1995年（平成5年）10月に久喜市により江面地区の下早見（久喜市役所本庁舎北側）に設置され、公文書公開制度が開始される。
かつてこの地域は下早見字仏供田（ぶっくでん）と称されていた。

## 施設・設備
- 展示室
- 閲覧室
- 遷善館の石碑 - 遷善館は1803年（享和3年）に早川八郎左衛門正紀（早川代官）によって、村民の子弟を教育する機関として久喜に設立された。
- 駐車場
- 駐輪場
- トイレ

## アクセス
- 久喜駅西口の久喜市内循環バスのりばから「東西連絡 東行き（所要：6分）」、「下早見循環 右回り（所要：6分）、左回り（所要：20分）」、「除堀・所久喜循環 （所要：7～10分）」のいずれかに乗車、「市役所」下車徒歩約3分。
- 久喜駅東口の久喜市市内循環バスのりばから「東西連絡 西行き（所要：23分）」に乗車、「市役所」下車徒歩約3分。
- 運賃はいずれも100円（1日乗車券は200円）。（市内循環バス　久喜市ホームページ）

## 周辺施設
- 久喜市役所本庁舎
- 埼玉県立久喜図書館
- 久喜総合文化会館
- 久喜市立中央幼稚園
- 蓮ヶ原川
- 仏供田落